# Соурада, Давид
Давид Соурада (чеш. David Sourada; 16 ноября, 1974 года, Чехословакия) — чешский футболист, выступавший на позиции нападающего.

## Карьера
Начинал свою карьеру в низших лигах. В 21 год ему удалось пробиться в состав «Баника» из Остравы. Соурада провел несколько лет в элитной Гамбринус лиге. Помимо «Баника», Соурада выступал в ней за «Карвину», «Теплице» и «Хмел». В 2004 году чех перешел в команду Первого дивизиона «Терек» (Грозный). Легионер успел принять участие в трех матчах в победном для клуба розыгрыше Кубка России. Однако закрепиться в основном составе у легионера не получилось. По итогам триумфального сезона, в котором «Терек» занял первое место в Первом дивизионе, Соурада покинул Грозный и вернулся в «Хмел». Завершал свою карьеру нападающий в любительских коллективах Чехии и Австрии. Дальнейшая его судьба неизвестна.

## Достижения
- Обладатель Кубка России: 2003/04
- Победитель Первого дивизиона России: 2004